# هنريكي ميراندا
هنريكي ميراندا (10 مايو 1993 بساو برناردو دو كامبو في البرازيل - ) هو لاعب كرة قدم برازيلي في مركز الدفاع. شارك مع منتخب البرازيل تحت 20 سنة لكرة القدم. أما مع النوادي، فقد لعب مع ليخيا غدانسك ونادي ساو باولو ونادي فيغورينسي وOeste Futebol Clube ‏.

## وصلات خارجية
- هنريكي ميراندا على موقع قاعدة بيانات كرة القدم.إي يو (الإنجليزية)
- هنريكي ميراندا على موقع Soccerway.com (الإنجليزية)